# William Faulkner
William Faulkner (25. září 1897 New Albany, Mississippi, USA – 6. července 1962 Oxford, Mississippi, USA) byl americký prozaik, scenárista a básník, nositel Nobelovy ceny za literaturu za rok 1949. Je považován za zakladatele americké jižanské literatury 20. století.

## Život
William Cuthbert Faulkner pocházel ze staré jižanské rodiny. Narodil se roku 1897 v New Albany v americkém státě Mississippi jako nejstarší ze čtyř synů Murraye Charlese Faulknera. Jeho praděd, plantážník a plukovník William Clark Faulkner bojoval v americké občanské válce a proslul i jako autor tehdy populárního románu Bílá růže z Memphisu (1890, The White Rose of Memphis). Rodinné tradice (vyprávění o osudech jeho rodiny i o minulosti rodného Mississippi) a obrovské společenské rozdíly panující na tehdejším jihu USA (existence zbytků aristokracie z otrokářského období i převážně černošské lidské spodiny, svár přítomnosti a minulosti, spory a násilnosti, rasové i sociální předsudky) se staly základem Faulknerovy umělecké inspirace.
Když bylo Faulknerovi pět let, přestěhovala se zchudlá rodina do mississippského Oxfordu. Zde začal Faulkner chodit do školy a již v době základní školní docházky prohlašoval, že se stane (stejně jako jeho pradědeček) spisovatelem. Během 1. světové války absolvoval v Kanadě letecký výcvik a v roce 1918 byl poslán s Královským letectvem do Francie, kde byl při cvičném letu raněn. Roku 1919 začal navštěvovat Mississippskou univerzitu (University of Mississippi), ale strávil zde pouze rok.
William Faulkner byl od mládí vášnivým čtenářem a samoukem a velmi brzy se začal zabývat literaturou (již ve třinácti letech začal psát básně), třebaže byl nucen vykonávat mnohá jiná povolání (byl natěračem, tesařem, prodavačem, umývačem nádobí, pracoval na poště a za prohibice dokonce pašoval whisky). Jeho literární začátky jsou plodem válečných zkušeností a jsou blízké pocitům tzv. Ztracené generace. V New Orleansu se stýkal se Sherwoodem Andersonem a pod jeho vlivem začal v roce 1926 psát svůj první román Vojákův žold, který vyšel o rok později.
Roku 1929 se oženil s Estelle Oldhamovou a měl s ní pak dvě dcery, Alabamu (zemřela brzy po porodu) a Jill. Od poloviny třicátých let pobýval několikrát v Hollywoodu, kde pracoval jako scenárista. Za svůj život napsal vice než dvacet scénářů, mezi nimi například scénář k filmu The Big Sleep (1946, Hluboký spánek) amerického režiséra Howarda Hawkse podle stejnojmenného románu Raymonda Chandlera.
Po 2. světové válce podnikl již jako nositel Nobelovy ceny za literaturu několik oficiálních cest do zahraničí, navštívil i Japonsko. V letech 1957–1958 působil na Virginské univerzitě (University of Virginia). Poslední roky svého života trávil střídavě v Charlottesville ve Virginii, kde žila jeho provdaná dcera, a v Oxfordu.
Své literární dílo, jehož většina je spjata s rodným státem Mississippi a s městem Oxfordem, Faulkner tvořil v duchu naturalismu i moderny. Pro svou rozsáhlou románovou ságu si vytvořil vlastní smyšlené dějiště: Yoknapatawphský okres (Yoknapatawpha County) s hlavním centrem Jeffersonem, který má mnoho společných rysů s Oxfordem. Ve svých příbězích proniká Faulkner hluboko do psychologie lidí a analyzuje život amerického Jihu, k němuž ho váže směs lásky, obdivu, ale i nenávisti a hněvu. Prostřednictvím této analýzy, dotýkající se celé řady specifických problémů historických, společenských a rasových, se Faulkner ve svých dílech dobírá k umělecké výpovědi o obecných vlastnostech lidského individua vůbec. Zajímá se především o emocionální a psychologickou stránku člověka, chce vniknout do vědomí lidí, aniž se pokouší o přímé, otevřené morální hodnocení jejich činů, myšlenkových pochodů a citových reakcí. Zároveň však nelítostně odkrývá zejména temné stránky světa a člověka a hledá východisko z bezvýchodnosti. Jeho značně komplikované vyprávěcí postupy, kterými se snažil dobrat vědomých i nevědomých motivů jednání svých hrdinů, byly však příčinou toho, že k americkým čtenářům výrazněji pronikl až během třicátých let 20. století.
Kromě románů psal Faulkner celý život také povídky. V různých časopisech jich vyšlo na sedmdesát, řadu z nich pak později rozpracoval do románové podoby.
Výrazně osobité dílo Williama Faulknera silně zapůsobilo nejen na čtenáře, ale i na nové generace spisovatelů. Vyznačuje se vypravěčským novátorstvím, složitou kompozicí a novým pohledem na skutečnost, usilujícím o netradičně širší a pravdivější postižení rozpornosti světa. Roku 1949 mu byla udělena Nobelova cena za literaturu „za významný a umělecky svébytný přínos románové literatuře Ameriky“ (citace z odůvodnění Švédské akademie). V projevu při jejím převzetí v roce 1950 vyjádřil Faulkner své umělecké přesvědčení, které je svědectvím jeho hlubokého humanismu. William Faulkner také vystupoval jako obránce práv černochů a celý život hájil právo umělce na soukromí (vytýkal žurnalistům a kritikům, že ocenění umělcova díla spojují se zveřejňováním a pitváním autorova soukromého života).
William Faulkner zemřel roku 1962 v Oxfordu ve státě Mississippi.

## Dílo
Ve svých knihách si vytvořil vlastní yoknapatawský okres na severu státu Mississippi. Na něm analyzoval život amerického jihu. Zaměřoval se hlavně na emocionální a psychologickou stránku výjimečných lidí. Používal komplikovaný způsob vyprávění, mění žánry, dramatický tón i citové zabarvení.
- Vision in Spring (1921, Jarní sen), soukromě vydaná sbírka básní,
- The Marble Faun (1924, Mramorový faun), ne příliš úspěšná sbírka básní,
- The Soldiers Pay (1926, Vojákův žold), první Faulknerův román vycházející z jeho válečných zkušeností a popisující návrat fyzicky i psychicky zmrzačeného vojáka z 1. světové války.
- Mosquitoes (1927, Komáři), román, satirická historie jednoho výletu neworleanské bohémské společnosti plné bezduchosti a pocitů zmaru na zábavní jachtě.
- Sartoris (1929), první z tzv. Yoknapatawphských románů. Jde o autorem zkrácenou verzi jeho díla Flags in the Dust (Prapory v prachu), které vyšlo v úplnosti až v roce 1973 díky iniciativě Faulknewrovy dcery Jill. Faulkner byl donucen knihu zkrátit, protože pro ni nemohl najít nakladatele. Jedná se o příběh úpadku jižanského patricijského rodu v období krátce po ukončení 1. světové války, zabývající se otázkami cti, smrti, rasismu, touhy po přežití a nevůle ke změnám, jež přináší nová doba.
- The Sound and the Fury (1929, Hluk a vřava), román, který přinesl autorovi první vážné uznání. Jde o otřesný až hrůzný portrét duševní a morální degradace jižanské rodiny Compsonů v prvních desetiletích 20. století. Složitou vyprávěcí technikou (proudy vědomí, časté střídání časových rovin) i kompozicí (například část příběhu poslední generace rodu vypráví syn idiot) seznamuje Faulkner čtenáře se světem čtyř dětí alkoholika a jeho neurotické ženy. Název knihy je symbolicky převzat z Shakespearova Macbetha.
- As I Lay Dying (1930, Když jsem umírala), román, tragikomický příběh ze života bílé chudiny amerického Jihu, popisuje desetidenní pohřební pouť provázenou přírodní katastrofou. Za této pohřební cesty, jejímž důvodem je splnění posledního přání umírající matky početné rodiny, že bude pohřbena v Jeffersonu, členové svým jednáním a mluvou odhalují své charaktery a důvody svých činů, přičemž čtenář je do děje vtahován tím, že musí dialogy a jednání osob domýšlet a kombinovat a sám si tak celý příběh objevovat.
- Sanctuary (1931, Svatyně), román, snad nejhororovější Faulknerova próza. Autor knihu vědomě napsal jako thriller, aby její poutavostí prorazil a získal finanční prostředky pro svou další tvorbu. Z dnešního hlediska jde však o dílo téměř postmoderní, protože spojuje různé žánry a formy. Jde o detektivní příběh z jeffersonského podsvětí, který vypráví o znásilnění mladičké Temple Drakeové a vraždě prosťáčka Tommyho a o marném úsilí právníka Horace Benbowa prosadit spravedlnost. Autor knihu několikrát přepracoval, původní neupravený text vyšel až v roce 1981. Kniha má spád, je napínavá a obsahuje i kapitoly vyloženě komické. Faulknerovi přinesla Svatyně veliký úspěch nejen v USA (román zde byl roku 1933 úspěšně zfilmován), ale i v Evropě (především ve Francii) a pomohla mu k dosažení kýžené finanční nezávislosti.
- These 13 (1932, Těchto 13), první Faulknerova sbírka povídek obsahující například mistrovskou Růži pro Emílii  (A Rose for Emily). Faulkner tuto knihu věnoval své zemřelé dceři Alabamě.
- Light in August (1932, Srpnové světlo), román, jehož hrdinou je sirotek Joe Christmas, o němž je těžko říci, zda je původu bílého nebo smíšeného. On sám se však jako vyděděnec společnosti hlásí k původu černému a posléze se stává obětí společenských konfliktů a rasové zaujatosti. Není však obětí pokornou, nýbrž vzpurnou, a jako žhář a vrah není ani obětí nevinnou, nýbrž provinilou. Jeho vina je ale součástí viny spoluobčanů, přátel i nepřátel a zvrhlé rasové nenávisti vůbec. Dramatický příběh je zarámován poutí těhotné dívky, hledající otce svého dítěte.
- A Green Bough (1933, Zelná větev), sbírka básní obsahující i Mramorového fauna z roku 1924.
- Doctor Martino and Other Stories (1934, Doktor Martino a jiné povídky), sbírka povídek,
- Pylon (1935), román z leteckého prostředí,
- Absolom, Absolom! (1936, Absolone, Absolone!), Faulknerův vrcholný román popisující drama jižanského rodu Sutpenů, jehož zakladatel, bílý nuzák Thomas, se vyšvihne mezi bělošskou aristokracii bohatých plantážníků, ale zavržením syna-míšence vyvolá řadu tragických událostí, pod jejichž tíhou hyne celý rod. Příběh je vyprávěn několika vypravěči, z nichž každý zná jen část pravdy a vnáší do děje svůj osobitý pohled, odehrává se v několika rovinách, v přítomném i minulém čase a rozvíjí se v složitý, hrůzný, ale i reálný obraz života na americkém Jihu v časovém rozpětí téměř sta let, kdy děsivé drama otrokářské minulosti znovu a znovu nahlodává přítomnost. Pro snazší orientaci v spletitosti postav a děje připojil autor chronologii událostí a genealogii.
- The Unnvanquished (1938, Nepřemožení), román, ve kterém se Faulkner vrátil k historii rodu Sartorisů a líčí v něm životní osudy plukovníka Sartorise, jednoho z čelných představitelů otrokářského Jihu Spojených států v letech občanské války Jihu proti Severu.
- Wild Palms (1939, Divoké palmy), román, ve kterém Faulkner působivě spojil dvě paralelně se rozvíjející osudové historie: pod názvem Wild Palms (Divoké palmy) vypráví autor tragický příběh vášnivé a nakonec sebevražedné lásky dvou milenců, kteří se ve své touze po plném a svobodném vztahu střetávají s okolním konvenčním světem, a pod názvem Old Man (Stařec Mississippi) líčí groteskně tragický osud bezejmenného trestance za velké povodně na Mississippi, kterému je za záchranu života těhotné ženy prodloužen trest.
- The Hamlet (1940, Vesnice), román, první díl trilogie The Snopes Family (Rodina Snopesů), jejímiž dalšími díly jsou knihy The Town (Město) a The Mansion (Panské sídlo).
- Go Down, Moses (1942, Sestup, Mojžíši), sbírka povídek vázaných tematicky v jakousi volnou rodinnou kroniku. K nejslavnějším z nich patří The Bear (Medvěd) o chlapci, který se na lovu starého, téměř již legendárního medvěda, který je jakýmsi symbolem nepokořitelných přírodních sil, dozvídá, že minulost jeho rodu je zatížena zločinnými transakcemi a incestem.
- Portable Faulkner (1946, Přiruční Faulkner), sbírka povídek,
- Intruder in the Dust (1948, Neodpočívej v pokoji), román v němž Faulkner rozvíjí na případu vraždy bílého muže a chystaného lynčování nevinného černocha problematiku rasové otázky na jihu Spojených států. Hrdinou románu a jeho vypravěčem je chlapec, který svou neohrožeností přispěje k objasnění zločinu a proti vůli obyvatelstva zachrání město před hanbou rasistického řádění.
- Knight's Gambit (1949, Jezdcův gambit), soubor detektivních povídek
- Requiem for a Nun (1951, Rekviem za jeptišku), román dějově navazující na autorovu knihu Sanctuary (Svatyně). Kniha se odehrává osm let po událostech vyprávěných ve Svatyni a vypráví příběh vraždy dítěte Temple Drakeové jeho černou chůvou. Dílo bylo v Evropě dlouho známo především díky dramatizaci francouzského spisovatele Alberta Camuse.
- A Fable (1954, Báj), protiválečný román, ve kterém Faulkner na pozadí vylíčení vzpoury francouzského pěšího pluku v posledním roce první světové války, kterou se cítí ohroženy obě strany válečného konfliktu, hledá odpověď na stále živou otázku, co je vlastně příčinou válek, a jak jim zabránit. Příběh vůdce vzpoury, který je popraven, přerůstá v alegorické podobenství s osudem Kristovým. Za román byl Faulkner odměněn Pulitzerovou cenou a Národní knižní cenou.
- Collected Stories (1950, Sebrané povídky), sbírka povídek,
- Big Woods (1955, Hluboké lesy), sbírka loveckých povídek,
- The Town (1957, Město),román, druhý díl trilogie The Snopes Family (Rodina Snopesů), jejímž prvním dílem je The Hamlet (Vesnice) a třetím The Mansion (Panské sídlo).
- The Mansion (1959, Panské sídlo), román, třetí díl trilogie The Snopes Family (Rodina Snopesů), jejímiž prvními dvěma díly jsou knihy The Hamlet (Vesnice) a The Town (Město). V trilogii Faulkner sleduje od konce 19. století až do roku 1946 osudy široce rozvětvené rodiny podnikavých Snopesů, kteří po porážce Jihu v občanské válce vnesly do jeho patriarchálně feudálních vztahů novou, dravě kapitalistickou morálku. Jedinečnost dodává trilogii její široký, syntetizující kronikářský záběr, snažící se postihnout nezadržitelný běh času v celospolečenských souvislostech.
- The Reivers (1962, Pobertové), Faulknerův poslední román, který je na rozdíl od předchozích autorových prací dílem humoristickým. Odehrává se v několika dnech roku 1905 a vypráví o dobrodružstvích, která prožil jedenáctiletý hrdina se dvěma zaměstnanci svého dědečka, indiánským míšencem a černochem, když tajně podnikli výlet dědečkovým automobilem. Za román, napsaný s jedinečným citem pro naivní dětskou etiku, byl Faulkner opět odměněn Pulitzerovou cenou.
- Early Prose and Poetry (1962, Raná próza a poezie),
- Essays, Speeches and Public Letters (1966, Eseje, projevy a veřejné dopisy),
- Flags in the Dust (1973, Prapory v prachu), úplné vydání autorova románu, který prvně vyšel ve zkrácené verzi roku 1929 pod názvem Sartoris.
- The Marionettes (1975, Loutky), posmrtné vydání Faulknerovy jednoaktovky, kterou napsal roku 1920 na Mississippské univerzitě pro místní dramatický klub.
- Sanctuary (1981, Svatyně), původní neupravený text románu z roku 1931.

## Filmové adaptace
- The Story of Temple Drake (1933, Příběh Temple Drakeové), USA, podle románu Sanctuary (Svatyně), režie Stephen Roberts, v hlavní roli Miriam Hopkinsová.
- Intruder in the Dust (1949, Neodpočívej v pokoji), USA, režie Clarence Brown.
- The Tarnished Angels (1958, Kalní andělé), USA, podle románu Pylon, režie Douglas Sirk.
- The Long, Hot Summer (1958, Dlouhé horké léto), USA, podle románu The Hamlet (Vesnice), režie Martin Ritt, v hlavních rolích Paul Newman, Joanne Woodwardová a Orson Welles.
- The Sound and the Fury (1959, Hluk a vřava), USA, režie Martin Ritt, v hlavní roli Yul Brynner.
- Sanctuary (1961, Svatyně), USA, podle románů Sanctuary (Svatyně) a Requiem for a Nun (Rekviem za jeptišku), režie Tony Richardson, v hlavních rolích Lee Remicková a Yves Montand.
- The Long, Hot Summer (1965–1966, Dlouhé horké léto), americký televizní seriál podle románu The Hamlet (Vesnice).
- The Reivers (1969, Pobertové), USA, režie Mark Rydell, v hlavní roli Steve McQueen.
- The Long, Hot Summer (1985, Dlouhé horké léto), USA, režie Stuart Cooper, televizní film podle románu The Hamlet (Vesnice).
- Old Man (1997, Stařec), USA, režie John Kent Harrison, televizní film podle románu Wild Palms (Divoké palmy).
- As I lay dying (2013), USA, režie James Franco, v hlavních rolích James Franco, Tim Blake Nelson a Ahna O'Reilly.

## Česká vydání
- Svatyně, Kvasnička a Hampl, Praha 1935, přeložila Z. Wattersonová,
- Srpnové světlo, Nakladatelské družstvo Máje, Praha 1936, přeložil Vilém Werner,
- Neodpočívej v pokoji, Naše vojsko, Praha 1958, přeložil Jiří Valja,
- Nepřemožení, Naše vojsko, Praha 1958, přeložil Josef Schwarz,
- Růže pro Emílii, SNKLHU, Praha 1958, přeložili Josef Schwarz a Zdeněk Urbánek, dvě desítky povídek.
- Divoké palmy, Mladá fronta, Praha 1960, přeložil Jiří Valja, znovu 1966, Odeon, Praha 1978 a 2001 a Lidové noviny, Praha 2005.
- Báj, SNKLU, Praha 1961, přeložili Josef Škvorecký a Lubomír Dorůžka,
- Mink,SNKLU, Praha 1963, přeložil Jiří Valja, dějově i ideově samostatný celek románu Panské sídlo.
- Pobertové, SNKLU, Praha 1965 přeložil Jiří Valja, znovu Odeon, Praha 1967.
- Rekviem za jeptišku, DILIA, Praha 1965, dramatizace románu, autor dramatizace Albert Camus, přeložila Gabriela Vavrušková,
- Absolone, Absolone!, Mladá fronta, Praha 1966 přeložil Jiří Valja,
- Když jsem umírala, Odeon, Praha 1967 přeložil Jiří Valja,
- Medvěd, Československý spisovatel, Praha 1969, přeložil František Jungwirth, povídka z knihy Sestup, Mojžíši.
- Srpnové světlo, Odeon, Praha 1973, přeložil Josef Schwarz, znovu Levné knihy KMa, Praha 2002
- Město, Odeon, Praha 1985, přeložili Luba Pellarová a Rudolf Pellar, první díl trilogie,
- Vesnice, Odeon, Praha 1985, přeložili Luba Pellarová a Rudolf Pellar, druhý díl trilogie,
- Panské sídlo, Odeon, Praha 1987, přeložili Luba Pellarová a Rudolf Pellar, třetí díl trilogie,
- Svatyně, Argo, Praha 1996, přeložila Alžběta Rejchrtová, znovu Alpress, Frýdek-Místek 2006.
- Hluk a vřava, Odeon a Baset, Praha 1997, přeložili Luba Pellarová a Rudolf Pellarovi,
- Elly, Aulos, Praha 2005, přeložil Josef Schwarz, bibliofilie, obsahuje též povídky Když slunce zapadne a Dva vojáci.
- Prapory v prachu, Mladá fronta, Praha 2005, přeložil Miroslav Košťál, plný text románu, který dosud vycházel ve zkrácené verzi pod názvem Sartoris.
- Komáři, Novartis, Praha 2006, přeložil Petr Onufer, znovu Rybka Publishers, Praha 2010.